# Palazzo De Simone-Julia
Der Palazzo De Simone-Julia ist ein Palast aus dem 17. Jahrhundert in Acri in der italienischen Region Kalabrien.

## Geschichte
Der Palast, der in den ersten Jahren des 17. Jahrhunderts erbaut wurde, trägt den Namen der Besitzerfamilie, der De Simonis, und den ihrer Erben, der Julias.

## Beschreibung
Er ist ein Beispiel eines „palastierten“ Hauses, wie es sie im historischen Zentrum von Acri gibt. So bezeichnet man Gebäude, die durch eine architektonische Zusammenstellung präsidenzialen Typs gekennzeichnet sind und aus drei übereinander angeordneten Stockwerken bestehen.
Das Erdgeschoss zeigt Rundbögen mit quadratischen Fenstern, die mit Eisengittern versehen sind. Es diente als Lager für landwirtschaftliche Produkte.